# Henry Campbell-Bannerman
Henry Campbell-Bannerman (Glasgow, 7 september 1836 – Londen, 22 april 1908) was een liberale Britse politicus en eerste minister.

## Levensloop
Henry Campbell-Bannerman werd geboren in Schotland als Henry Campbell. Bannerman werd pas toegevoegd in 1871 op vraag van zijn oom en dit in verband met diens erfenis. Hij studeerde aan de universiteit van Glasgow en aan de universiteit van Cambridge. Hierna trad trad Campbell-Bannerman in dienst van het familiebedrijf.
In 1868 werd hij voor de liberale partij verkozen in het Lagerhuis. Hij zou deze zetel veertig jaar lang behouden. 
Van 1871 tot 1874 en van 1880 tot 1882 was hij financieel secretaris van het ministerie van Oorlog, waarna hij van 1882 tot 1884 parlementair secretaris van de Admiraliteit en van 1884 tot 1885 hoofdsecretaris van Ierland was. Daarna was hij voor enkele maanden in 1886 en van 1892 tot 1895 minister van Oorlog. Al deze mandaten oefende uit onder de liberale premiers William Ewart Gladstone en Lord Rosebery.
In 1899 werd hij partijleider van de Liberale Partij en bleef dit tot in 1908.  Hij vond dat Ierland zelfbestuur (Homerule) moest krijgen en nadat hij door Emily Hobhouse was geïnformeerd over de situatie in de concentratiekampen in Zuid-Afrika veroordeelde hij in 1901 de door de Britten begane wreedheden tijdens de Tweede Boerenoorlog. Hiervoor kreeg hij binnen zijn eigen partij echter zware kritiek te verduren.
In december 1905 kwamen de liberalen weer aan de macht. Campbell-Bannermann werd naast minister van Financiën ook eerste minister en leidde zijn partij in 1906 naar een grote verkiezingsoverwinning. Tijdens zijn regering kwamen belangrijke sociale hervormingen tot stand zoals de invoering van een ziekteverzekering en een ouderdomspensioen. In de buitenlandse politiek verwezenlijkte hij in 1907 de Engels-Russische Entente door middel van het Verdrag van Sint-Petersburg. In 1908 kwam een regeling voor zelfbestuur van Zuid-Afrika tot stand. Erg ziek, moest hij op 3 april 1908 aftreden. Hij werd opgevolgd door Herbert Henry Asquith. Campbell-Bannermann overleed nog in diezelfde maand, 71 jaar oud, in 10 Downing Street. Hij was de enige Britse premier die in de ambtswoning overleed.
Walpole · 
Compton · 
Pelham · 
Pelham-Holles · 
Cavendish · 
Stuart · 
G. Grenville · 
Charles Watson-Wentworth · 
Pitt de Oudere · 
FitzRoy · 
North · 
Petty · 
Cavendish-Bentinck · 
Pitt de Jongere · 
Addington · 
W.W. Grenville · 
Perceval · 
Jenkinson · 
Canning · 
Robinson · 
Wellesley · 
Grey · 
Lamb · 
Peel · 
Russell · 
Smith-Stanley · 
Hamilton-Gordon · 
Temple · 
Disraeli · 
Gladstone · 
Gascoyne-Cecil · 
Primrose · 
Balfour · 
Campbell-Bannerman · 
Asquith · 
Lloyd George · 
Law · 
Baldwin · 
MacDonald · 
Chamberlain · 
Churchill · 
Attlee · 
Eden · 
Macmillan · 
Douglas-Home · 
Wilson · 
Heath · 
Callaghan · 
Thatcher · 
Major · 
Blair · 
Brown · 
Cameron · 
May · 
Johnson · 
Truss ·
Sunak ·
Starmer
- Bibliothèque nationale de France: cb16976118s (data)
- Gemeinsame Normdatei: 117671983
- International Standard Name Identifier: 0000 0000 6317 6434
- Library of Congress Control Number: no91030776
- Nationale Bibliotheek van Israël: 987007281148605171
- Nationale Bibliotheek van Polen: a0000003637135
- Nederlandse Thesaurus van Auteursnamen: 068403321
- SNAC: w6kw67f2
- Système universitaire de documentation: 116147423
- Virtual International Authority File: 22924926
- WorldCat: E39PBJxhprtqFJH483JqMPvGpP